# アジャンキンゲニア
アジャンキンゲニア（学名 Ajancingenia）は後期白亜紀、現在のモンゴルに生息していたオヴィラプトロサウルス類の獣脚類恐竜の無効な属の一つである。現在のところ知られている唯一の種はタイプ種であるAjancingenia yanshiniのみである。化石はモンゴルにあるバルンゴヨット層のヘルミンツャヴの後期白亜紀約7000万年前の地層から発見されている。これまでに前肢、後肢、骨盤、肩帯、部分的な頭骨と数個の椎骨が発見されている。より新しい時代の層からもアジャンキンゲニアのものとされる化石が発見されているが、この種のものであるどうかには疑義がある。

## 命名

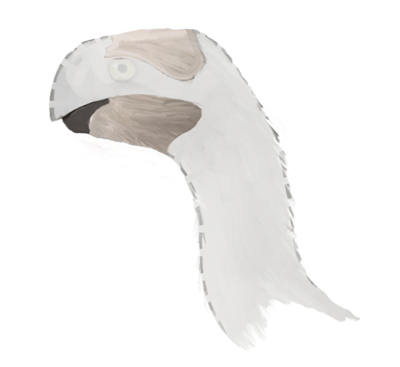
頭部復元図

アジャンキンゲニアは初め1981年にリンチェン・バルスボルドによりタイプ種Ingenia yanshiniとして命名・記載された。属名のインゲニアは化石の発見地であるバヤンホンゴル県のインゲン・ホブルに由来しており、種小名yanshiniはロシア科学アカデミー古生物学研究所時代にバルスボルドの指導に当たった研究者Aleksandr Leonidovich Yanshin (1911–1999)に献名されたものである。
しかし、属名インゲニアはIngenia mirabilis Gerlach, 1957としてトリピロイデス科の線虫の一種（インゲニア）として先取されていた。そこで2013年、Jesse Easterにより代わりの属名としてアジャンキンゲニアが提案された。この属名はモンゴル語で旅人を意味するajanc (аянч)に由来し、ヒッチハイクをするときに親指を上げる西洋の習慣にちなみ、この恐竜の第一指の末節骨が第二指のものの二倍の長さがあることからつけられたものである。

## 特徴と分類
アジャンキンゲニアは以下の特徴からオヴィラプトル科に属していると推定される。
恥骨の骨幹が前方に曲がっている
下顎にはっきりとしたS字型の縁があり独特の形状である
吻が短く丸まっている
頭骨が癒合している
胸骨が正中面で癒合して短い竜骨突起状になっている標本もある。
第一指骨と第二指までの長さがほぼ同じである点で他のオヴィラプトル科の属と区別される、また第一末節骨が第二末節骨の2倍以上であることでネメグトマイア以外の全てのオヴィラプトロサウルス科と区別される。

## 再分類
2018年の研究で Gregory Funston らは、アジャンキンゲニアはいくつかの倫理的問題があると指摘し、無効であると見做した。その後アジャンキンゲニアはヘユアンニアに属する種の Heyuannia yanshini とした。